# 레오폴 2세
레오폴드 루이 필리프 마리 빅토르(프랑스어: Léopold Louis Philippe Marie Victor , 네덜란드어: Leopold Lodewijk Filips Maria Victor 레오폴트 로데베이크 필립스 마리아 빅토르[*], 1835년 4월 9일 ~ 1909년 12월 17일)는 벨기에 왕국의 2대 국왕 (1865년 ~ 1909년)이다. 그는 독립한 벨기에의 초대 국왕인 부친 레오폴 1세의 뒤를 이어 1865년 왕위에 올라 1909년까지 통치했다. 그는 멕시코의 황후 샤를로트의 오빠이자 빅토리아 여왕의 사촌이었다. 벨기에의 외부에 그는 강제 노동에 의존한 고무와 상아를 뽑아내는데 국왕에 의하여 수행된 개인 프로젝트인 콩고 독립국의 창립자이자 단독 소유자로 주로 기억된다.
1830년 벨기에는 독립한지 얼마 되지않은 나라였고, 영토도 크지 않았기에 영국은 물론 이웃 나라 프랑스, 네덜란드와 달리 다수의 해외 식민지들을 소유하지 않았으나 자신들과 독일의 제국의 야망들을 나누었다. 레오폴드 2세의 개인적인 의지력은 자신에게 콩고의 개인적 소유를 준 베를린 회담을 교모히 획책함으로 자신이 책임이 아주 강했다. 아프리카 분할은 자원을 위한 경제적 필요성, 제국의 매력과 아프리카인들이 사회 진화의 사다리를 내려 간 것을 취한 우월의 인종 차별주의 태도, 그들이 실제로 이것을 할 수 있다면
그들이 스스로를 다스리기에 충분히 성숙할 때까지 요구된 안내와 감독의 복잡한 혼합이었다.
하지만 레오폴드 2세는 제국주의를 새로운 차원으로 끌어 올렸다. 큰 제국들을 얻은 프랑스, 네덜란드와 영국 같은 국가들은 대지와 국민 둘다를 착취하였다. 하지만 의회가 그들의 제국적 정책들을 통치했기 때문에 해외 주제들의 어떤 측량들이 소개되었다. 투표하는 데 여성과 남성들의 권리들에 관하여 본국에서 이야기하여 근무 시간에 입법을 본 산업적 착취를 대항하는 보호를 위하여 어린이 노동과 고용 상태들이 소개되었고, 어떤이들은 또한 정부의 책임을 위한 이들이 해외에 권리들을 소유한 것을 알았다. 하지만 레오폴드 2세는 단순하게 콩고를 착취하는 데 자기의 것으로 보았고, 그의 지배는 잔인하였다. 1909년 벨기에 정부가 책임을 맡을 때 사람들의 상태는 극적으로 바뀌었고, 경제적 번영이 따라졌다.

## 생애

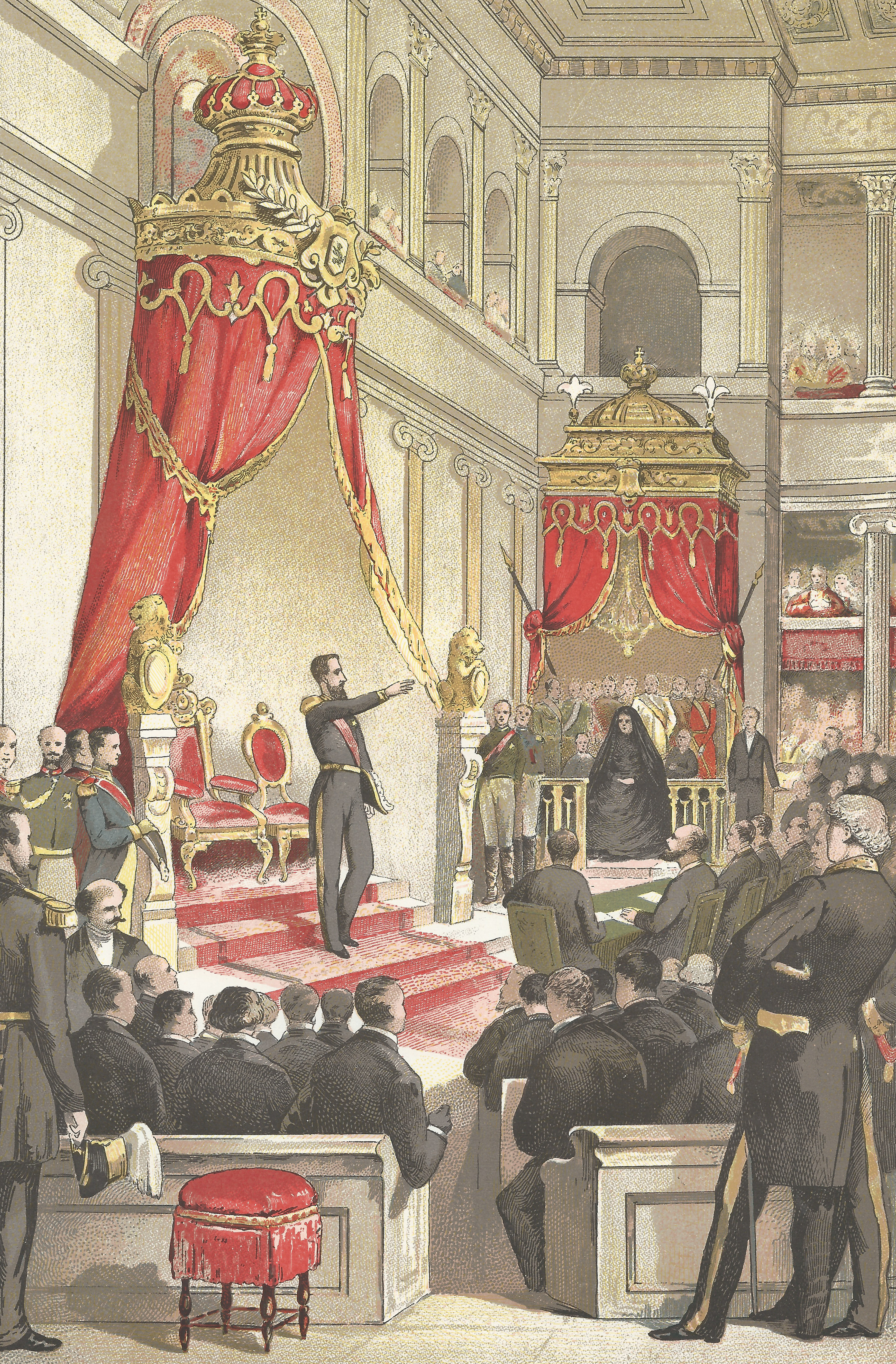
레오폴드 2세의 즉위식 (1865년 12월 17일)

브뤼셀에서 레오폴 1세와 루이즈마리 도를레앙에게 태어났다.
1853년 8월 22일 레오폴드 2세는 마리 헨리에테 폰 외스터라이히 여대공에게 결혼하였다. 부부는 1남 3녀를 두었다.
레오폴드 2세는 또한 결혼 생활 외부에서 태어난 뤼시앵 필리프 마리 앙투안(1906 ~ 1984)과 필리프 앙리 마리 프랑수아(1907 ~ 1914)의 부친이기도 하다. 그들의 모친은 국왕이 사망하기 5일 전에 라컨 궁전에서 벨기에의 법률 아래 유효하지 않으면서 종교적 의식에서 1909년 12월 12일 국왕과 결혼한 매춘부 블랑슈 젤리아 조제핀 들라크루아("카롤린 라크루아"로도 알려졌음)였다. 이 아들들은 라크루아의 2번째 남편 앙투안 뒤리외에 의하여 1910년에 입양되었다. 라크루아가 본의 남작 부인, 테르뷔런의 뤼시앵 공작과 라벤슈타인의 필리프 백작을 창조하여 왔다고 말해지나 이런 왕실 법령들은 전혀 발행되지 않았다.
1902년 11월 15일 이탈리아의 무정부주의자 젠나로 루비노(Gennaro Rubino)가 레오폴드 2세 국왕의 암살을 시도하였다가 실패하였다. 레오폴드 2세는 최근 사망한 부인 마리 헨리에테의 추모 의식을 위해 왕실 행렬에 참여하고 있었는데, 레오폴드의 마차가 지나가자 루비노는 국왕에 3발의 총탄을 쏘았다. 루비노의 탄환은 모두 빗나갔고 현장에서 즉시 체포되었다.
벨기에의 국내 정책에서 레오폴 2세는 중립의 근거로서 국방을 강조하였으나 자신의 사망까지 만국 징병법을 얻지 못하였다. 그는 1909년 12월 17일에 사망하여 브뤼셀 성모 교회의 왕립 지하 감옥에 안치되었다.

## 개인 식민주의

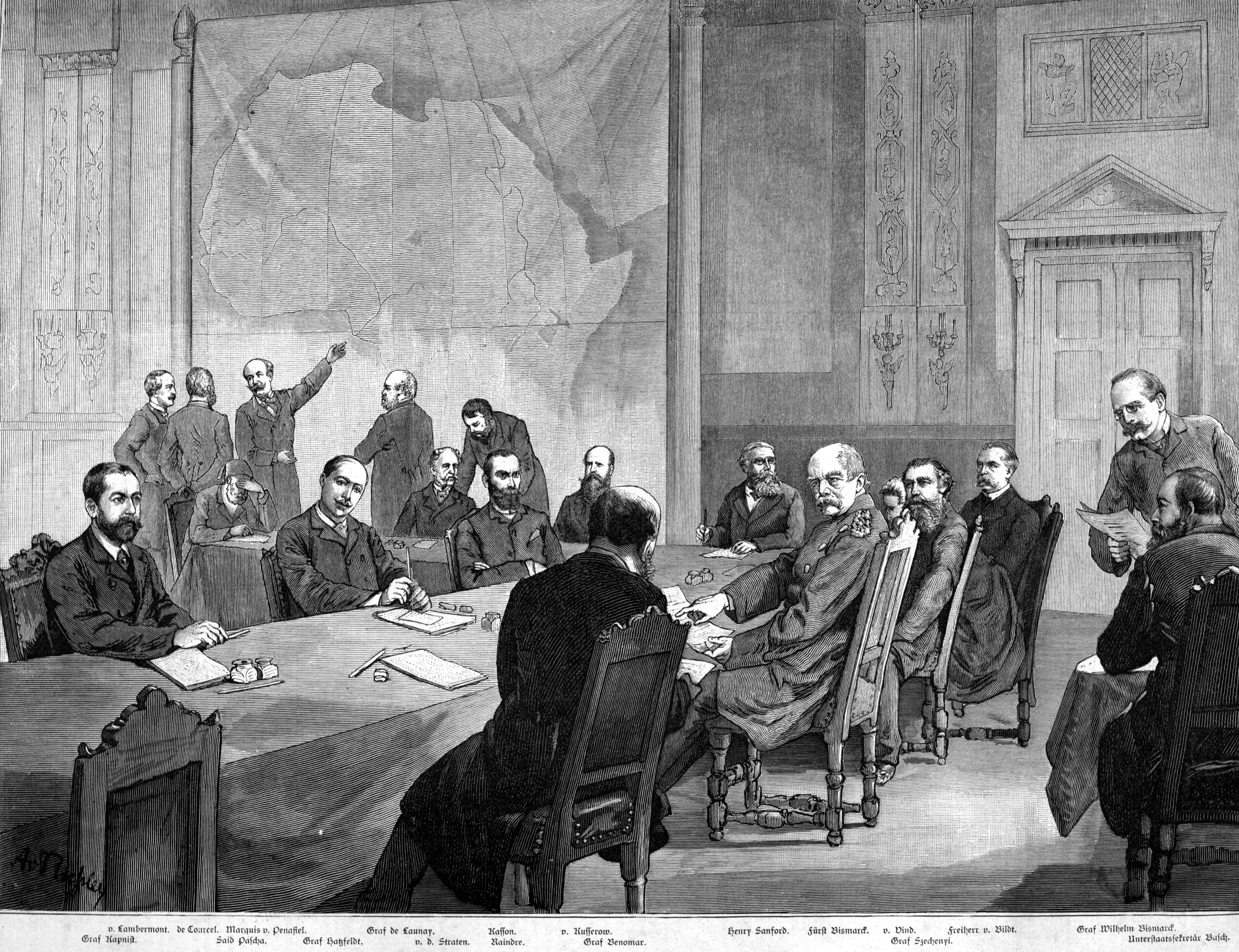
1884년에 열린 베를린 아프리카 회의

레오폴은 해외 식민지들이 국가의 거대함에 중요한 점이라고 열렬히 믿었고 그는 벨기에를 위하여 식민지 영토를 얻는 데 지칠 줄 모르고 일하였다. 벨기에 국민들 혹은 벨기에 정부 아무도 흥미를 가지지 않았고, 하지만 레오폴은 평범한 시민으로서 자신의 개인 용량에 식민지를 얻는 데 결국적으로 시도하기 시작하였다.
아프리카 혹은 아시아에서 식민지들을 위하여 다수의 비성공적인 음모들이 있던 후에 1876년 그는 자신이 국제아프리카협회로 부른 국제 과학적 박애주의 협회로서 위장한 민간 지주 회사를 결성하였다.
1876년 지주 회사의 원조들 아래 그는 콩고 지방에서 식민지를 설립하는 데 유명한 탐험가 헨리 모턴 스탠리를 기용하였다. 유럽 13개국과 미국의 대표들이 베를린 회담에서 결과를 가져온 거의 외교 작전이 그와 스탠리가 주장한 지역의 대부분의 주권자로서 레오폴을 승인하였다. 1885년 2월 5일 결과는 레오폴이 자신의 비밀 군대 공안군을 통하여 개인적 지배로서 다스리는 데 자유로웠던 벨기에보다 76배로 더욱 큰 콩고 독립국 (후에 벨기에령 콩고, 그러고나서 콩고민주공화국에서 자이르로, 결국 콩고민주공화국으로 복귀)였다.

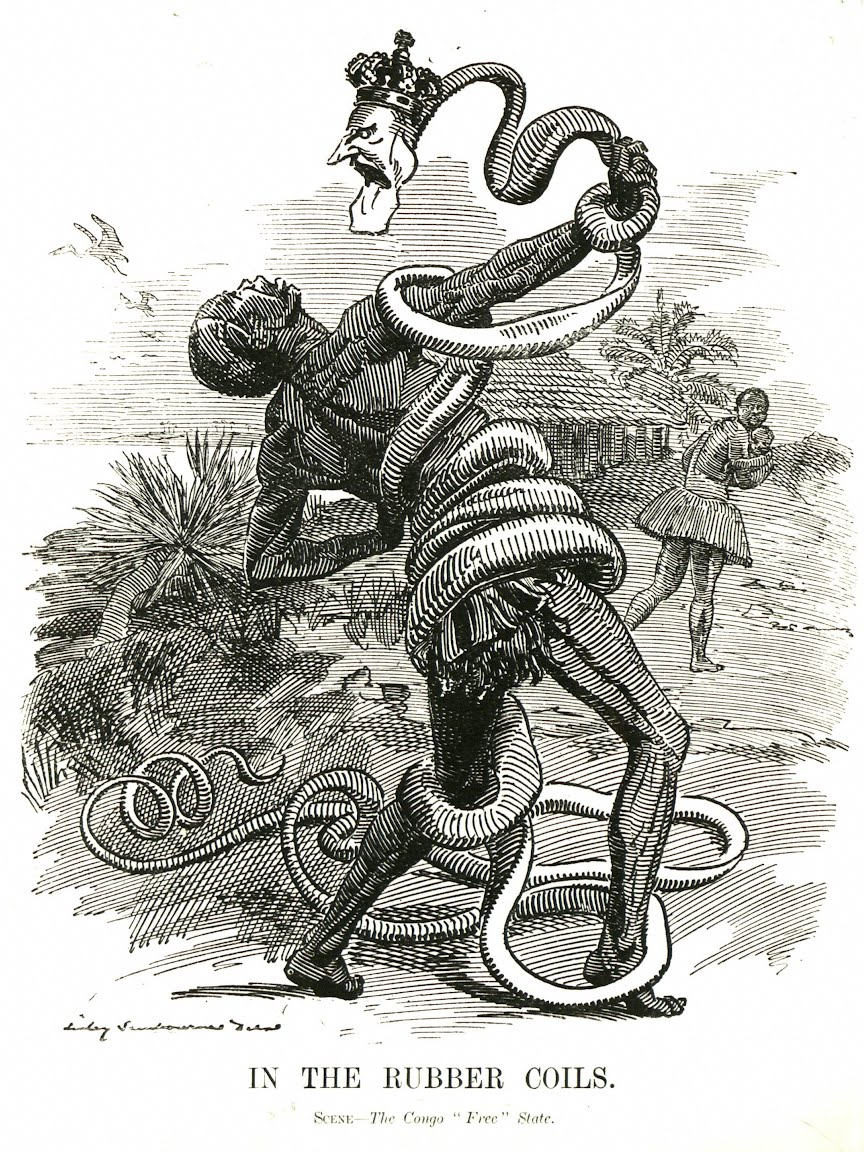
레오폴 2세를 콩고인 고무 수집자를 얽어 감은 뱀으로서 묘사한 펀치의 만화 (1906년 에드워드 린리 샘번 작)

터무니없는 착취와 넓게 퍼진 인권 침해의 보고들은 특히 고무 산업에서 1900년대 초반에 국제적 항의 운동으로 이끌었다. 강제 노동은 원주민들로부터 강제로 탈취되었다. 사망자의 측량들은 2백만에서 1천 5백만명으로 되었으며 많은 역사가들은 잔학한 행위가 구성된 대량 학살을 가진 것으로 숙고하였다.
결국 1908년 벨기에 국회는 콩고 독립국을 벨기에로 양도하는 데 국왕을 강요하였다. 그 시기의 역사가들은 콩고에서 일어난 대략 학살과 인권 침해의 이유로 그를 매우 어둡게 보는 경향이 있으며, 영국의 한 역사가는 그가 "근대 의복의 아틸라"였고, 만약 그가 전혀 태어나지 않았다면 세계를 위하여 더욱 나았을 것이라고 말하였다. 오스트리아-헝가리 제국의 프란츠 요제프 1세는 한번 자신의 동료 지배자를 "철처히 나쁜 사람"으로 묘사하였다.
바링가의 선교사 존 해리스는 예를 들어 콩고에 있는 레오폴의 주요 대리인에게 편지를 쓰는 데 움직인 것 같은 느낌이 들었던 자신이 만난 것에 의하여 굉장히 충격을 받았다. -
"난 내륙 여행으로부터 인송고 믐보요의 마을로 겨우 돌아왔습니다. 비참한 불행과 완전한 포기는 가능적으로 설명할 수 없습니다. 각하, 미래에 그들이 저리른 범죄 만으로 그들을 살인하는 것에 그들에게 약속하는 자유를 내가 가져간 사람들의 이야기들에 의하여 나는 그렇게 옮겨졌습니다."
레오폴은 콩고민주공화국에서 아직도 논란의 여지가 있는 인물이며 그의 동상은 2005년 수도 킨샤사에서 다시 세워진지 몇시간 후에 내려졌다. 콩고민주공화국의 문화부 장관 크리스토프 무중구는 동상을 복권하는 데 결정하여 부정적으로는 물론 국왕의 긍정적인 측면을 국민들이 봐야한다고 주장하였다. 그러나 킨샤사 중앙역 근처의 회전교차로의 중앙에 6m (20 피트)의 동상이 세워진지 몇시간 후에 설명없이 다시 내려졌다.
외교관 로저 케이스먼트와 전 운송 직원 에드먼드 딘 모렐에 의하여 이끌어진 레오폴의 "살인자들의 비밀 사회"에 보고로 캠페인은 첫 대량 인권 운동이 되었다.

## 레오폴과 벨기에인들

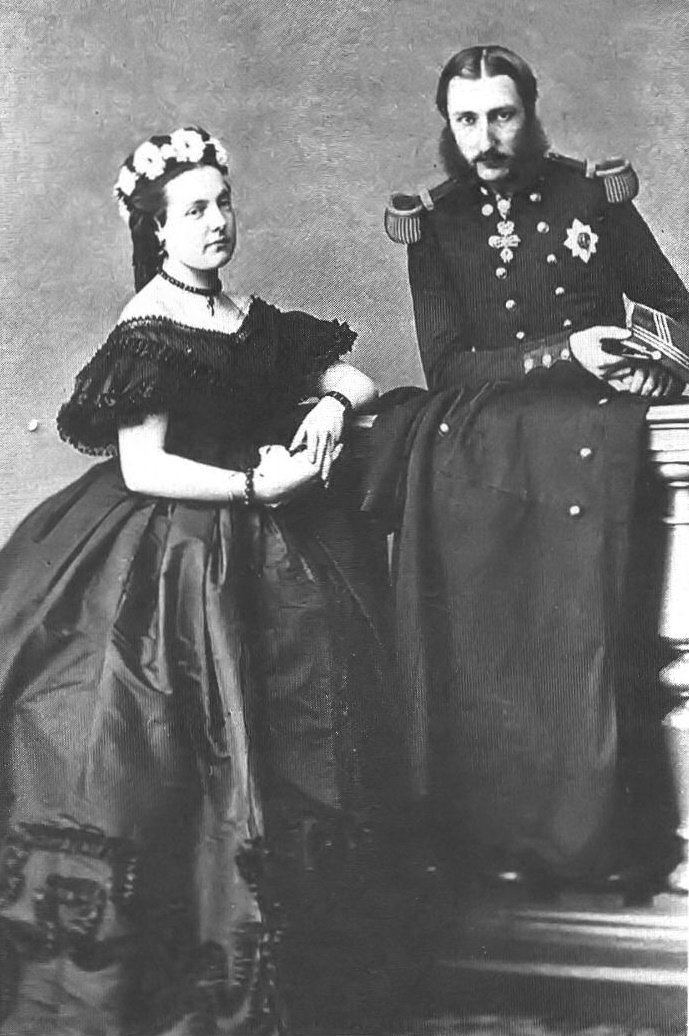
마리 헨리에테 폰 외스터라이히 여대공과 레오폴 2세

군림 말기에 그의 콩고 독립국에 대한 인권침해가 알려지면서 벨기에 국민들에게 크게 미움받게 되었고, 1909년 장례 행렬 당시에는 군중에게서 야유가 쏟아졌다. 그는 벨기에 (특히 브뤼셀, 오스탕드와 안트베르펀)에서 거대한 수의 건물들과 도시 계획들을 위임했기 때문에 많은 벨기에인들에 의하여 오늘날 "왕 건축업자"로서 레오폴 2세는 지각되었다.
이 건물들은 라컨 궁전, 일본식 탑, 중국식 별관과 콩고 박물관 (오늘날 왕립중앙아프리카박물관)과 테르뷔런에서 그들을 둘러싸는 공원, 브뤼셀에 있는 생캉트네르 공원과 안트베르펀 역의 홀을 포함한다. 그는 또한 현재 식물원인 빌라드세드르를 포함한 프랑스에서 코트다쥐르에 있는 생장카프페라에서 중요한 국가 사유지를 건설하기도 하였다. 이것들은 콩고에서 온 이익들을 사용하여 구축되었다.
레오폴의 콩고가 벨기에로 옮겨진 후, 애덤 호크실드가 〈레오폴 국왕의 유령〉에 넣으면서 "위대한 잊기"로 지내온 것이 있다. 호크실드의 말들은 이렇게 나와있다. - "현저하게 식민주의적 왕립중앙아프리카박물관 (테르뷔런 박물관)은 콩고 독립국에서 잔악한 행위에 대하여 전혀 아무것도 언급하지 않았다. 테르뷔런 박물관은 콩고에서 가장 큰 부당을 뺀 식민지 개체의 큰 수집을 가지고 있으며 "거기에는 어떤 표시도 없다." (호크실드의 말들에서 다시) 다른 예는 아무 소감 없이 기념비가 자신의 발들에 흑인 어린이와 함께 식민주의자를 보이는 인기있는 해안 리조트 블랑켄베르허의 바다 산책로에 발견되어 더욱 나가서 이것을 "위대한 잊기"로 설명한다."

## 레오폴에 관한 글
아서 코난 도일, 부커 T. 워싱턴과 다음과 같은 자들을 포함한 많은 현저한 당시의 작가들은 레오폴 2세의 콩고 착취에 관한 국제적 정죄에 참여하였다.
- 미국의 신비주의적 시인 바첼 린지는 이렇게 썼다. - "레오폴의 유령이 소리치는 것을 들어라/그의 손으로 주인을 위하여 지옥에서 불탄다/악귀가 소리를 지르며 소리치는 것을 들어라/지옥에서 자신의 손들을 절단한다."

- 애덤 호크실드에 의한 "레오폴 국왕의 유령"은 벨기에령 콩고에서 역사와 레오폴의 지배의 잔인성을 묘사한다.

- 레오폴 국왕의 벨기에령 콩고는 조지프 콘래드의 〈어둠의 마음〉에서 노예 노동, 강간과 절단의 식민지 정권으로서 묘사되었다.

- 마크 트웨인은 냉소적인 정치 풍자 레오폴 국왕의 혼잣말을 썼다.

- 자신의 소설 〈유인원 타잔〉에서 에드거 라이스 버로스는 레오폴 국왕과 콩고 독립국을 언급하여 아프리카의 최악의 식인종 종족들의 잔학을 능가한 잔학 행위를 한 아취 위선으로서 레오폴을 참조하였다.

## 같이 보기
- 고무 테러
- 에밀 배닝